# 华多轮草
华多轮草（学名：Lerchea sinica）为茜草科多轮草属下的一个种。其种加词sinica，意为“中华的”。